# Diócesis de Parral
La diócesis de Parral (en latín: Dioecesis Parralensis) es una circunscripción eclesiástica de la Iglesia católica en México. Se trata de una diócesis latina, sufragánea de la arquidiócesis de Chihuahua. Desde el 21 de noviembre de 2020 su obispo es Mauricio Urrea Carrillo.

## Territorio y organización
La diócesis tiene 43 674 km² y extiende su jurisdicción sobre los fieles católicos de rito latino residentes en el estado de Chihuahua en los municipios de (al momento de su erección): Allende, Balleza, Coronado, El Tule, Hidalgo del Parral, Huejotitán, Jiménez, López, Matamoros, Rosario, San Francisco del Oro, Santa Bárbara, Valle de Zaragoza y parte del municipio de Guadalupe y Calvo. Forma parte de la Zona Pastoral Norte.
La sede de la diócesis se encuentra en la ciudad de Hidalgo del Parral, en donde se halla la Catedral santuario de Nuestra Señora de Guadalupe.
En 2021 en la diócesis existían 21 parroquias agrupadas en 3 decanatos:
| Decanato Jiménez | Decanato Parral | Decanato Sierra |

## Historia
La diócesis fue erigida el 11 de mayo de 1992 con la bula Qui de Ecclesiis del papa Juan Pablo II, obteniendo el territorio de la arquidiócesis de Chihuahua y del vicariato apostólico de Tarahumara (hoy diócesis de Tarahumara). La bula fue ejecutada el 4 de noviembre de 1992. El primer obispo de la diócesis fue José Andrés Corral Arredondo, quien fue elegido el 11 de julio de 1992.

## Estadísticas
Según el Anuario Pontificio 2022 la diócesis tenía a fines de 2021 un total de 236 460 fieles bautizados.
| Año                                                                             | Población | Población | Población      | Sacerdotes | Sacerdotes | Sacerdotes | Católicos por sacerdote | Diáconos permanentes | Religiosos | Religiosos | Parroquias y cuasiparroquias |
| Año                                                                             | Católicos | Total     | % de católicos | Total      | Diocesanos | Regulares  | Católicos por sacerdote | Diáconos permanentes | Masculinos | Femeninos  | Parroquias y cuasiparroquias |
| ------------------------------------------------------------------------------- | --------- | --------- | -------------- | ---------- | ---------- | ---------- | ----------------------- | -------------------- | ---------- | ---------- | ---------------------------- |
| 1999                                                                            | 481 042   | 531 244   | 90.6           | 28         | 20         | 8          | 17 180                  | 11                   | 11         | 61         | 17                           |
| 2000                                                                            | 492 710   | 536 556   | 91.8           | 39         | 23         | 16         | 12 633                  | 12                   | 19         | 68         | 17                           |
| 2001                                                                            | 497 638   | 541 922   | 91.8           | 51         | 39         | 12         | 9757                    | 12                   | 16         | 68         | 17                           |
| 2002                                                                            | 522 200   | 596 115   | 87.6           | 43         | 34         | 9          | 12 144                  |                      | 12         | 71         | 17                           |
| 2003                                                                            | 515 790   | 541 579   | 95.2           | 34         | 26         | 8          | 15 170                  | 15                   | 12         | 71         | 17                           |
| 2013                                                                            | 372 345   | 414 195   | 89.9           | 53         | 40         | 13         | 7025                    | 10                   | 13         | 56         | 20                           |
| 2016                                                                            | 393 202   | 430 601   | 91.3           | 46         | 44         | 2          | 8547                    | 10                   | 4          | 54         | 21                           |
| 2019                                                                            | 228 897   | 280 392   | 81.6           | 48         | 46         | 2          | 4768                    | 8                    | 2          | 54         | 21                           |
| 2021                                                                            | 236 460   | 288 400   | 82.0           | 47         | 47         |            | 5031                    | 10                   |            | 57         | 21                           |
| Fuente: Catholic-Hierarchy, que a su vez toma los datos del Anuario Pontificio. |           |           |                |            |            |            |                         |                      |            |            |                              |

## Episcopologio
| Escudo | Nombre del titular                      | Período                                     | Fin del cargo (razón)                |
| ------ | --------------------------------------- | ------------------------------------------- | ------------------------------------ |
|        | José Andrés Corral Arredondo †          | 11 de julio de 1992-24 de diciembre de 2011 | Falleció                             |
|        | Eduardo Cirilo Carmona Ortega, C.O.R.C. | 27 de junio de 2012-6 de noviembre de 2019  | Nombrado obispo coadjutor de Córdoba |
|        | Mauricio Urrea Carrillo                 | Desde el 21 de noviembre de 2020            |                                      |